# 三遊亭好好
三遊亭 好好（さんゆうてい こうこう、1986年1月28日 - ）は、五代目圓楽一門会に所属する落語家。本名∶安井 庸平。

## 経歴
愛知県立旭丘高等学校定時制卒業。
大阪NSC31期生で、インディアンス、ロングコートダディなどが同期。6年間ほどの吉野家での深夜バイトを経て、テレビドラマ「ちりとてちん」の影響で笑福亭鶴瓶へ弟子入りを志願。弟子入りは叶わなかったものの3ヶ月ほど付き人として過ごすことを許される。
2016年1月27日、三遊亭好楽に入門。好楽の八番弟子であったことから前座名はち好を名乗る。2019年8月1日、二ツ目昇進し好好に改名。

## 芸歴
- 2016年1月 - 三遊亭好楽に入門、前座名「はち好」。
- 2019年8月 - 二ツ目昇進、「好好」に改名。